# Ogof Draenen
Ogof Draenen – jaskinia krasowa, położona 20 km na północny wschód od miasta Merthyr Tydfil w Walii, Wielka Brytania. Odkryta została w 1994 roku i jest drugą pod względem długości jaskinią Wielkiej Brytanii (po Three Counties System) oraz jedną z najdłuższych jaskiń świata (36. pozycja). Jej oficjalna długość wynosi 66,1 km (według pomiarów z 1999 roku), według obecnych szacunków mierzy około 70 km. Deniwelacja jaskini wynosi 151 metrów.